# Silke Backsen
Silke Backsen (geb. Rehfeuter, * 2. September 1969 in Dortmund) ist eine deutsche Politikerin (Bündnis 90/Die Grünen) und seit 2022 Mitglied im Schleswig-Holsteinischen Landtag.

## Leben und Beruf
Silke Backsen absolvierte 1989 ihr Abitur am Immanuel-Kant-Gymnasium in Dortmund-Asseln. Danach studierte sie Biologie mit Schwerpunkt Zoologie und im Nebenfach Meereskunde in Osnabrück und Kiel. Das Studium schloss sie mit einem Diplom ab und arbeitete danach als freiberufliche Biologin im Naturschutz. Von Februar 2020 bis zu ihrer Wahl in den Landtag war sie Projektmanagerin bei der Gemeinde Pellworm.

## Politische Tätigkeit
Backsen ist seit 2013 Mitglied bei Bündnis 90/Die Grünen. 2018 war sie Direktkandidatin der Grünen bei der Kreiswahl in Nordfriesland und gründete im Juni des Jahres den Ortsverband Pellworm, in welchem sie aktuell Sprecherin ist. Von 2018 bis 2020 war sie Beisitzerin im Kreisvorstand Nordfriesland.
Bei der Landtagswahl in Schleswig-Holstein 2022 war sie Direktkandidatin ihrer Partei im Landtagswahlkreis Nordfriesland-Süd und erreichte 17,2 % der Erststimmen. Damit landete sie hinter dem CDU-Kandidaten Michel Deckmann, der 40,4 % der Erststimmen erhielt. Sie zog über Platz 5 der Landesliste ihrer Partei in den Landtag ein und wurde zur stellvertretenden Fraktionsvorsitzenden gewählt.

## Politische Positionen
Backsen legt ihren thematischen Schwerpunkt auf Naturschutz, Klimaschutz und eine ökologischere Landwirtschaft. 2018/19 beteiligte sie sich mit ihrer Familie an der Klimaklage gegen die Bundesregierung, die von vielen, vorwiegend jungen Menschen mit Unterstützung mehrerer Umweltorganisationen eingereicht wurde.

## Mitgliedschaften
Ab 2013 arbeitete sie im Gemeinschaftlichen Wiesenvogelschutz auf Pellworm.

## Privates
Backsen lebt seit 1996 auf Pellworm. Dort kümmert sie sich um einen Bio-Hof und vermietet Ferienwohnungen. Sie ist Mutter von vier Kindern.